# Son of Monarchs
Son of Monarchs ist ein Filmdrama von Alexis Gambis, das im November 2020 beim Festival Internacional de Cine de Morelia seine Premiere feierte und ab Ende Januar 2021 beim Sundance Film Festival vorgestellt wurde.

## Handlung
Seit seiner Kindheit ist Mendel von Monarchfaltern, die jedes Jahr aufs Neue im mexikanischen Michoacán zusammenkommen, verzaubert. So hat er seine Karriere als Wissenschaftler in New York der Erforschung der Genetik dieser Schmetterlinge gewidmet. Als seine Großmutter stirbt, reist Mendel zurück nach Mexiko, um an ihrer Beerdigung teilzunehmen. Das ländliche Dorf ist arm und leidet unter Wasserproblemen, die Monarchfalter aber werden von den Menschen als Geschenk der Natur gefeiert und verehrt. 
Mendel und sein älterer Bruder wuchsen bei ihrer Großmutter auf, nachdem ihre Eltern bei einer Flut starben. Er weiß eigentlich gar nicht genau, was damals geschah, aber er erinnert sich gut, wie er durch ihre Großmutter seine Liebe für die Monarchfalter entdeckte und für die Farben der Natur. Nun erkennt Mendel auch, dass ihm seine wissenschaftlichen Erkenntnisse über die Schmetterlinge auch Antworten auf Fragen über sein eigenes Leben geben können.

## Produktion

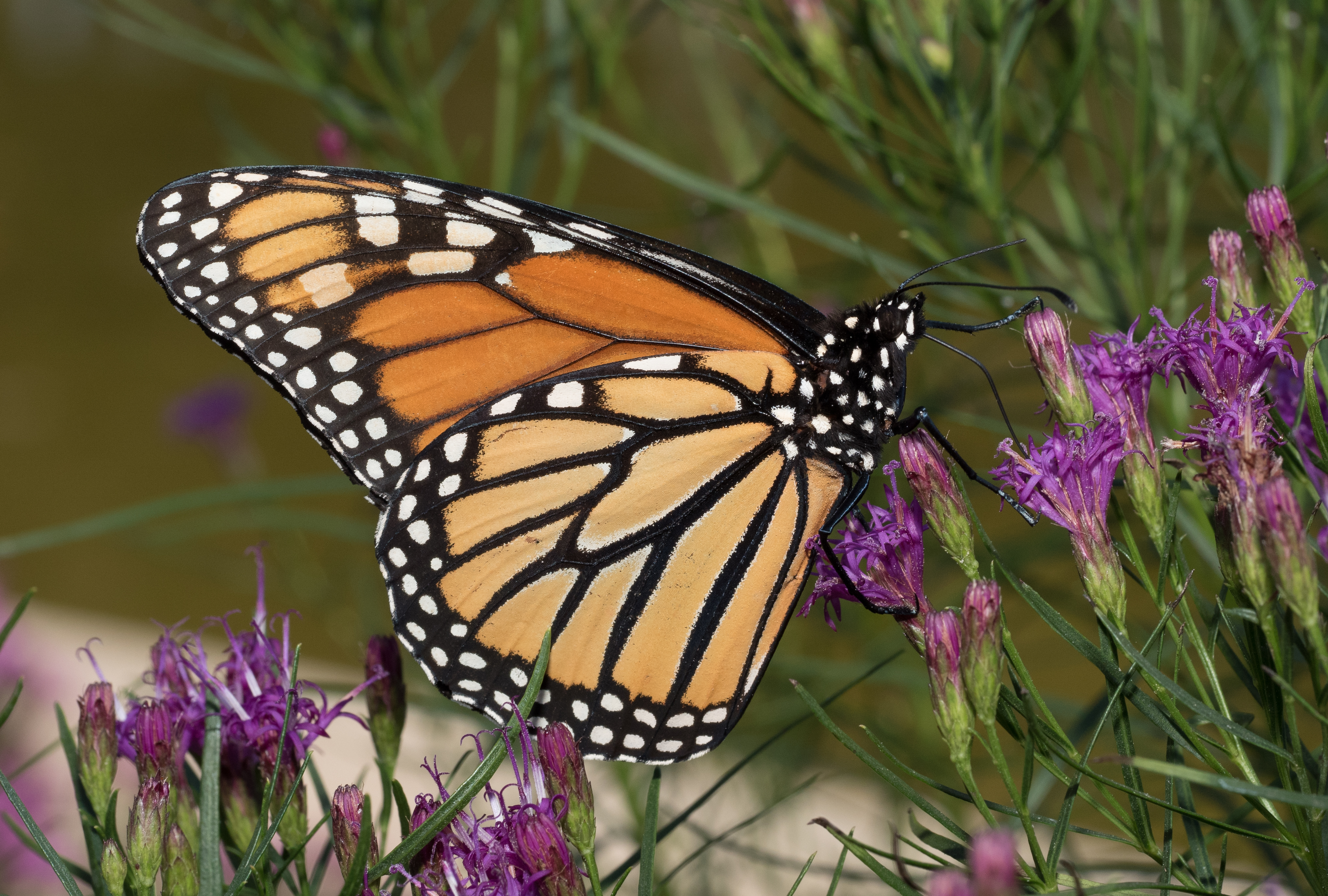
Ein titelgebender Monarchfalter

Regie führte Alexis Gambis, der auch das Drehbuch schrieb. Der französisch-venezolanische Filmregisseur arbeitete selbst als Biologe und ließ sich bei dem Film hiervon inspirieren.
Die titelgebenden „Monarchen“ beziehen sich auf die Schmetterlinge aus der Familie der Edelfalter, die im Rahmen ihrer Migration von Nordamerika nach Mexiko bis zu 2.800 Meilen weit reisen. Hierdurch wird umgekehrt auch auf die Immigration von Mexikanern in die USA Bezug genommen. Zudem seien Schmetterlinge ein Symbol für Veränderung, bemerkt Amber Wilkinson von Eye for Film in ihrer Kritik, weshalb sie als gute Metapher dienen. Außerdem seien die Schmetterlinge fotogen.
Der Name von Mendel, der im Film von Tenoch Huerta gespielt wird und sich bei seiner Arbeit der CRISPR/Cas-Methode bedient, nimmt wiederum Bezug auf Gregor Mendel. Die nach ihm benannten Mendelschen Regeln beschreiben den Vererbungsvorgang bei Merkmalen, deren Ausprägung von jeweils nur einem Gen bestimmt wird. Der Film beschreibe jedoch neben der biologischen auch eine spirituelle Suche einer nachfolgenden Generation nach ihren Vorfahren, so Wilkinson. Alexia Rasmussen spielt Mendels Freundin Sarah, Lázaro Gambino Rodriguez seinen alten Freund Vicente.
Eine erste Vorstellung erfolgte am 1. November 2020 beim Festival Internacional de Cine de Morelia. Ab 29. Januar 2021 wurde Son of Monarchs beim Sundance Film Festival gezeigt, im April 2021 beim Seattle International Film Festival. Im Oktober 2021 wird er beim San Diego International Film Festival gezeigt, im November 2021 beim Cambridge Film Festival.

## Rezeption

### Altersfreigabe
In den USA erhielt der Film von der MPAA ein R-Rating, was einer Freigabe ab 17 Jahren entspricht.

### Kritiken
Der Film stieß bislang auf die Zustimmung von 92 Prozent aller Kritiker bei Rotten Tomatoes.
Amber Wilkinson von Eye for Film bemerkt in ihrer Kritik, es gebe am Rande des Films viele ökologische Themen, die angesprochen werden, nicht nur in Bezug auf die Monarchfalter, sondern auch der Bergbau in Mexiko und seine Auswirkungen auf Tier und Mensch. Wie Alexis Gambis und sein Kameramann Alejandro Mejía die feinen Details eines Schmetterlingsflügels unter dem Mikroskop festhielten, die Ausgelassenheit von Kindern beim Spielen oder die Feuerrituale von Vicente, die Bilder in Son Of Monarchs seien nie weniger als betörend, so Wilkinson. Von Tenoch Huerta in der Rolle von Mendel gehe eine Anziehungskraft aus, der bei seiner Suche nach etwas, das er möglicherweise nicht einmal beim Namen nennen kann, bis er es findet, mal ernst und mal rätselhaft erscheine.

### Auszeichnungen
Camerimage 2021
- Nominierung für das Beste Kameradebüt (Alejandro Mejía)[11]

Seattle International Film Festival 2021
- Auszeichnung mit dem Grand Jury Prize im New American Cinema Competition (Alexis Gambis)[12]

Sundance Film Festival 2021
- Nominierung für den NEXT Innovator Award (Alexis Gambis)
- Auszeichnung mit dem Alfred P. Sloan Feature Film Prize[5]